# فضای نبرد
فضای نبرد (انگلیسی: Battlespace) یا میدان نبرد اصطلاحی است که برای اشاره به یک استراتژی نظامی به کار می‌رود که نیروهای مسلح متعدد را برای صحنه عملیات نظامی، از جمله هوا، اطلاعات، زمین، دریا، سایبری و فضای بیرونی، برای دستیابی به اهداف نظامی ادغام می‌کند. این میدان شامل محیط، بازه زمانی و سایر عوامل و شرایطی است که باید برای به کارگیری موفقیت‌آمیز قدرت رزمی، محافظت از نیرو یا تکمیل مأموریت درک شوند. فضای نبرد شامل نیروهای مسلح دشمن و دوست، زیرساخت‌ها، آب و هوا، زمین و طیف الکترومغناطیسی در مناطق عملیاتی و مناطق مورد نظر می‌شود.
سال‌هاست که درک محیط عملیاتی نظامی از یک درک خطیِ عمدتاً زمان‌محور و مکان‌محور (یک "میدان نبرد") به یک سیستم چندبعدی از درک سیستم‌ها (یک فضای نبرد) تبدیل شده است. این سیستم از درک سیستم‌ها نشان می‌دهد که مدیریت فضای نبرد پیچیده‌تر شده است و این پیچیدگی در درجه اول به دلیل افزایش اهمیت حوزه شناختی است، که نتیجه مستقیم عصر اطلاعات می‌باشد. امروزه از ارتش‌ها انتظار می‌رود که اثرات اقدامات خود را بر کل محیط عملیاتی و نه فقط در حوزه نظامی محیط عملیاتی خود، درک کنند.
تکامل رقابت و درگیری در عصر صنعتی منجر به دگرگونی متناظر در توانایی شرکت در جنگ در عصر اطلاعات شده است. مفهوم تفکر و جنگیدن در عصر صنعتی را می‌توان به عنوان «فضای نبرد قدیمی» توصیف کرد که با خطوط نبرد مشخص و قابل تشخیص در حوزه‌های ملموس زمین، دریا و هوا مشخص می‌شود.
با این حال، با پیشرفت اقتصادها و فناوری‌ها، روش‌هایی که کشورها و ارتش‌ها با آن رقابت و جنگ را هدایت می‌کنند نیز تغییر کرده است. در عصر اطلاعات، حوزه‌های ملموس زمین، دریا و هوا ثابت مانده‌اند، اما ظهور و برجستگی عملیات سایبری، فعالیت‌های فضای بیرونی، مشارکت جامعه مدنی و استفاده از رسانه‌های اجتماعی، اهمیت قلمروهای ناملموس را در هر دو شکل جنبشی و غیرجنبشی جنگ افزایش داده است.
این تغییر به «فضای نبرد جدید» به این معنی است که موانع سنتی، مانند فواصل وسیع، اقیانوس‌ها و محدودیت‌های قانونی، دیگر موانع غیرقابل عبوری نیستند. در نتیجه، حوزه‌های نوظهور امکان تسلیحاتی کردن تقریباً هر چیزی را فراهم می‌کنند و کل جهان را به عرصه‌ای رقابتی برای بازیگران دولتی و غیردولتی تبدیل می‌کنند. در این زمینه، هر کسی، چه خواسته و چه ناخواسته، در منازعات جهانی شرکت می‌کند، زیرا هر چیزی می‌تواند به عنوان سلاح مورد استفاده قرار گیرد.
این تغییرات نشان‌دهنده تغییر اساسی در ماهیت جنگ بین فضاهای جنگی قدیم و جدید نیست؛ بلکه بر ماهیت در حال تحول مداوم جنگ به دلیل تغییرات در اقتصادها، فناوری‌ها و استراتژی‌های نظامی تأکید دارند. "فضای جنگی جدید" چالش‌های پیچیده‌ای را برای استراتژیست‌ها و سیاست‌گذاران ایجاد می‌کند.
اینترنت، وابستگی‌های متقابل عمیق و اتصال بیش از حد، مشکلاتی را برای ارتش‌هایی که حول طرز فکر عصر صنعتی ساختار یافته‌اند، به ویژه در مورد دفاع از سرزمین خود، ایجاد می‌کند. پرداختن به این چالش‌ها مستلزم درک دقیقی از فضای جنگی در حال تحول و توانایی تطبیق ساختارها و استراتژی‌های نظامی برای رقابت و دفاع مؤثر در برابر دشمنان در عصر اطلاعات است.